# 松平宣助
松平 宣助（まつだいら のぶすけ）は、江戸時代前期の紀州藩士。通称は内蔵允。

## 略歴
松平康元（徳川家康の異父弟）の四男として誕生。兄に大垣藩主の忠良（天正10年（1582年）生まれ）、徳川忠長家臣の政良、徳川義直家臣の康久がいる。
娘の七は徳島藩一門・蜂須賀隆矩に嫁ぎ、5代藩主・綱矩を生んだ。
従兄弟の紀州藩主徳川頼宣に仕えた。
寛永18年（1641年）切米200石。正保3年（1646年）地方知行500石。慶安元年（1648年）800石加増。城代を務めた。
明暦元年（1655年）7月3日死去。家督は嫡子九郎左衛門元暉が相続して大番頭を務めた。孫の3代図書元明以降、家の由緒により藩の高家に列した。